# Into Eternity (groupe)
Pour les articles homonymes, voir Into Eternity.
Into Eternity est un groupe de death metal mélodique canadien, originaire de Regina, Saskatchewan. Le groupe sort un album éponyme et indépendant en 1999. En 2001, le groupe sort son deuxième album, Dead or Dreaming. Leur nouvel et cinquième album, intitulé The Incurable Tragedy, est publié en 2008.

## Biographie
Into Eternity est formé en 1996 avec Tim Roth, Scott Krall et Jim Austin et sort un album éponyme et indépendant en 1999, avec, en plus des trois membres fondateurs, Chris Eisler et Chris McDougall. Le groupe signe un contrat avec Century Media un an plus tard, et sort une version ré-éditée de son premier album. 
En 2001, le groupe sort son deuxième album, Dead or Dreaming. Cet album avait plus d'éléments du metal progressif et du death metal que son prédécesseur. Cette tendance continua avec les albums Buried in Oblivion (2004) et The Scattering of Ashes (2006). D'après le SoundScan, The Scattering of Ashes compte moins de 2 000 exemplaires vendus une semaine après sa sortie aux États-Unis. Into Eternity joue au Gigantour 2006, qui commence à Boise, en Idaho, le 6 septembre 2006. Durant l'été 2007, Into Eternity (ainsi que le groupe de metal progressif Redemption) est parti en tournée avec le groupe  Dream Theater pendant leur tournée North American leg of the Chaos in Motion. Leur nouvel et cinquième album, intitulé The Incurable Tragedy, qui est un album concept, est sorti le 25 août 2008 en Europe et le 2 septembre 2008 en Amérique du Nord.
Le 9 mars 2011, Into Eternity annonce l'arrivée du batteur Bryan Newbury. Toujours en 2011, Stu Block rejoint le groupe Iced Earth. En février 2012, Amanda Kiernan rejoint le groupe comme chanteuse. À la fin de 2012, Into Eternity commence à enregistrer des chansons avec Block et Kiernan. À la fin de 2013, Tim Roth confirme le départ de Stu Block. En mai 2014, le guitariste Justin Bender annonce son départ du groupe et son remplacement par le guitariste d'Untimely Demise, Matt Cuthbert. Il confirme aussi la sortie du nouvel album d'Into Eternity dans l'année. Le 15 juin 2015, Into Eternity signe un contrat de distribution international avec le label italien Kolony Records. Le groupe prévoit la sortie de leur sixième album, Sirens, à la fin de 2015, mais rien n'est publié en date de septembre 2016.
Le 5 décembre 2016, leur ancien batteur, Adam Sagan, succombe à un cancer à 35 ans.

## Style musical
Le groupe reprend des éléments de plusieurs styles de metal incluant du metal mélodique ou classique, des riffs thrash, une composition néo-classique, un chant orienté power metal,, des grunts plus ou moins prononcés, et des hurlements orientés black metal, des morceaux rapides de batterie à la death metal accompagnés de blast beats et parfois de guitare acoustique.

## Membres

### Membres actuels
- Tim Roth − guitare, chœurs (depuis 1997)
- Troy Bleich − basse, chœurs (depuis 2004)
- Bryan Newbury − batterie (depuis 2011)
- Amanda Kiernan − chant (depuis 2012)
- Matt Cuthbertson − guitare (depuis 2014)
- Stu Block − chant (2005−2011 depuis 2021)

### Anciens membres
- Jim Austin − batterie, grunt (1997−2006)
- Chris Eisler − guitare (1999)
- Christopher McDougall − claviers (1999−2001)
- Scott Krall − basse, chœurs (1999−2005)
- Daniel Nargang − guitare, chant (2001)
- Chris Krall − chant (2003-2004)
- Rob Doherty − guitare, chant (2004−2005)
- Collin Craig − guitare (2006)
- Dean Sternburger − chant (2004)
- Adam Sagan - batterie (2005 ; décédé)
- Steve Bolognese − batterie (2006−2011)

## Discographie
- 1999 : Into Eternity (DVS Records)
- 2001 : Dead or Dreaming (DVS Records)
- 2004 : Buried in Oblivion (Century Media)
- 2006 : The Scattering of Ashes (Century Media)
- 2008 : The Incurable Tragedy (Century Media)
- 2018 : The Sirens (M Théory Audio)